# Commissario europeo della Romania
Il commissario europeo della Romania è un membro della Commissione europea proposto al Presidente della Commissione dal Governo della Romania.
La Romania ha diritto ad un commissario europeo dal 1º gennaio 2007, anno della sua adesione all'Unione europea.

## Lista dei commissari europei della Romania
| Commissario        | Competenza                                                              | Commissione      | Periodo        | Partito |
| ------------------ | ----------------------------------------------------------------------- | ---------------- | -------------- | ------- |
| Roxana Mînzatu     | Diritti sociali e competenze, posti di lavoro di qualità e preparazione | von der Leyen II | 2024-in carica | PSD     |
| Adina-Ioana Vălean | Trasporti                                                               | von der Leyen I  | 2019-2024      | PNL     |
| Corina Crețu       | Politica regionale                                                      | Juncker          | 2014-2019      | PSD     |
| Dacian Cioloș      | Agricoltura e Sviluppo rurale                                           | Barroso II       | 2010-2014      | nessuno |
| Leonard Orban      | Multilinguismo                                                          | Barroso I        | 2007-2010      | nessuno |